# Grandiclavula spatulata
Grandiclavula spatulata är en stekelart som beskrevs av Zhang och Huang 2001. Grandiclavula spatulata ingår i släktet Grandiclavula och familjen sköldlussteklar. Inga underarter finns listade i Catalogue of Life.